# Housing First
L'Housing First (letteralmente "prima la casa") è un modello innovativo di intervento nell'ambito delle politiche sociali per il contrasto alla grave marginalità sociale, basato sull'inserimento di persone senzatetto in singoli appartamenti indipendenti, allo scopo di favorirne uno stato di benessere dignitoso e forme di reintegrazione sociale.
L'Housing First propone un cambiamento di paradigma e di policy nell'affrontare l'esclusione sociale a partire dal riconoscimento del diritto alla casa come diritto umano di base e dal riconoscimento della libertà di autodeterminazione della persona. La portata innovativa dell'Housing First si esprime con un metodo di intervento incentrato sull'inserimento diretto in appartamenti di persone che versano in condizione di disagio.
L'inserimento abitativo rappresenta il punto di partenza dei percorsi di integrazione sociale, affiancandosi e combinandosi ad interventi di accompagnamento e supporto alla persona portati avanti da équipe multi-professionali, in una prospettiva sistemica ed ecologica.

## I principi
L'Housing First riconosce l'homelessness come fenomeno complesso e multi fattoriale rispetto al quale logiche operative fondate sul modello “stair case” e sull'emergenzialità ed estemporaneità degli interventi si sono rivelate limitate, inefficaci e dispendiose.
Il modello dell'Housing First propone, infatti, un sostanziale “rovesciamento” del tradizionale percorso a gradini o a tappe che vede, nella migliore delle ipotesi, la persona senza dimora “passare” dal marciapiede al dormitorio, da questo alle comunità, ai gruppi appartamento, a varie forme di convivenza e infine ad un alloggio.
Trattasi di passaggi nei quali la persona è chiamata a dimostrare e a fornire agli operatori e alle istituzioni prove e volontà di uscire dalla strada, come ad esempio l'accettazione di un percorso di cura e trattamento, vincolante dell'inserimento abitativo. 
Elemento centrale e punto di partenza dell'approccio Housing First è, invece, l'inserimento immediato e diretto dalla strada all’appartamento gestito in autonomia. Ciò rappresenta un punto di rottura nella routine di una persona senza dimora, un cambiamento e uno stimolo delle proprie capacità di (auto)gestione e (auto)determinazione del proprio percorso di vita.
Attraverso l'inserimento abitativo si creano, dunque, le condizioni affinché la persona possa esercitare pienamente le sue capacità di scelta e di azione e riconoscersi ed essere riconosciuta come attore sociale.
L'Housing First risponde, dunque, sia al riconoscimento del principio della dimora come bene primario e diritto umano di base, che al riconoscimento della persona come capace di autodeterminare il proprio cambiamento di vita. Il riconoscimento di tali capacità – e la loro stimolazione attraverso l'ingresso nell'abitazione - permettono di superare percezioni e concezioni - spesso da parte anche dello stesso sistema dei servizi sociali - della persona senza dimora come incapace di reagire e gestire una stabilità abitativa. L'Housing First propone, infatti, anche un cambiamento di paradigma nella rappresentazione della persona senza dimora, superando sia il paradigma morale dell'utente come deviante, che quello medico dell'utente come malato, affinché la persona senza dimora sia riconosciuta come cittadino titolare di diritti e attore sociale.
Seppur l'elemento centrale dell'Housing First sia l'immediato inserimento abitativo, Housing First, non si significa Housing only. Dunque, tale approccio non si esaurisce con l'attribuzione di un alloggio, ma ad esso si intreccia un'attività di accompagnamento e supporto alla persona verso nuove condizioni di autonomia abitativa e relazionale.
I programmi di Housing First prevedono, infatti, accanto all'elemento abitativo, il coinvolgimento assertivo e non coercitivo della persona in un percorso di recupero del benessere. Principio dell'Housing First è, infatti, la separazione tra inserimento abitativo e trattamento terapeutico (ad esempio seguire un trattamento psichiatrico obbligatorio o di dimostrare la sobrietà da sostanze), affinché quest'ultimo non sia vincolante o preclusivo dell'inserimento in alloggio.  Anche se coloro che aderiscono al percorso possono rifiutare trattamenti e contatti con i servizi, il programma prevede come requisiti minimi la compartecipazione alle spese di affitto nella misura del 30% del proprio reddito e l'accettazione di una visita settimanale da parte dell'équipe di accompagnamento.
L'incontro settimanale, previo accordo, permette di osservare la gestione dell'abitazione, la condizione psico-emotiva e fisica della persona, aggiornarsi sui progressi fatti rispetto ad eventuali obiettivi stabiliti negli incontri precedenti ed offrire supporto in qualsiasi ambito richiesto dalla persona.
Gli incontri offrono così supporto strumentale ed emotivo, sostenendo la persona nella riattivazione di competenze pratiche, attività di routine (gestire l’appartamento, l’igiene personale, l’ordine), supportandole rispetto a specifiche questioni (la gestione dell'alloggio, l’assistenza sanitaria, l’assunzione dei farmaci, la ricerca di una occupazione, la gestione del tempo libero e delle relazioni familiari e sociali) e trasmettendo alla persona fiducia, valorizzando il proprio spirito di iniziativa.
L'équipe è composta da differenti figure professionali (assistenti sociali, infermieri, psichiatri/psicologi..) che operano secondo metodologie di Trattamento Assertivo di Comunità (ACT) e Intensive Community Management (ICM).
Il lavoro dell'équipe dovrebbe essere concepito fornendo supporto e servizi presso gli spazi abitativi della persona e la rete di sostegno che verrà a costituirsi non deve avere limiti temporali prestabiliti, in quanto i diversi percorsi intrapresi sono adeguati alle caratteristiche e alle esigenze soggettive. Principio fondamentale del lavoro dell'équipe è, infatti, la valorizzazione delle scelte della persona, che può esprimerle all'interno di un rapporto di fiducia, senza l’ostacolo rappresentato dal timore del giudizio o dalla necessità di soddisfare richieste imposte dal servizio. 
Il lavoro dell'équipe, come previsto dall'approccio Housing First, deve orientarsi anche sul livello della comunità, affinché l'integrazione dei soggetti nel territorio coinvolga anche il vicinato e il quartiere.
Dunque, la metodologia di intervento sociale proposta dall'Housing First si sostanzia sia di una dimensione individuale che ambientale. Rispetto a quella individuale, viene riconosciuta la capacità intrinseca della persona di riacquistare uno stato di benessere psico-fisico; a livello ambientale, la disponibilità di una casa, il supporto dell’équipe, l’integrazione sociale e il ritorno progressivo alla vita di comunità, restituiscono alla persona il contatto con la realtà relazionale e territoriale.
Sintetizzando per punti, i principi fondamentali promossi e caratterizzanti dell'Housing First sono:
1. la possibilità per la persona di scegliere la casa nella quale vivere (possibilmente in abitazioni sparse in tutte le zone della città);
2. la separazione tra housing (inteso come diritto alla casa) e trattamento terapeutico;
3. auto-determinazione e libera scelta delle persone di seguire o meno percorsi di trattamento di salute, ad eccezione della visita settimanale obbligatoria da parte dell'équipe;
4. orientamento al “recovery”, ovvero un percorso misto e articolato di servizi di recupero;
5. organizzazione del programma Housing First sulla base di due principali metodologie di intervento (Assertive Community Treatment e Intensive Community Management).

## Risultati e limiti
L'applicazione dei principi e dei metodi proposti dall'Housing First ha prodotto risultati entusiasmanti nel contrasto all'homelessness. Proprio l'evidenza dei risultati e la loro costante verifica, secondo un approccio evidence-based, ha favorito la diffusione dei programmi di Housing First. 
Tale successo è stato misurato in funzione di alcuni indicatori, anche alla luce del confronto con il tradizionale modello staircase:
- housing stability: come dimostrato dall'esperienza pionieristica newyorkese, l’80% delle persone inserite nel programma Housing First mantiene l’appartamento a distanza di due anni; mentre ciò si verifica solo nel 30-40% delle persone seguite con staircase model;
- cambiamenti nell’uso di droghe e alcol: l’uso di sostanze si stabilizza o comunque non ci sono evidenze empiriche che dimostrano che le persone ne aumentino l’uso durante la loro permanenza in casa; mentre il 60% dei partecipanti allo staircase model abbandonano il programma prima di essere riusciti a disintossicarsi;
- cambiamenti nella salute mentale: numerosi sono gli effetti benefici sul benessere psico-fisico connessi alla stabilità abitativa e al possesso di un'abitazione;
- inclusione sociale: l'integrazione sociale è favorita dalla possibilità di vivere in quartieri cittadini centrali, vicino a servizi collettivi e spazi pubblici;
- efficienza dei costi: i potenziali effetti di risparmio sui costi introdotti dal modello Housing First riguardano una pluralità di fronti: dalla riduzione dell’uso di dormitori, alla riduzione dell’uso di servizi di pronto soccorso e servizi psichiatrici, così come cure mediche/ospedaliere e strutture detentive;
- l'ontological security[7]: le persone inserite nei programmi Housing First godono di un benessere ontologico, inteso come senso di sicurezza, controllo e felicità dato dall’abitare.

Nonostante l'evidenza dei buoni risultati realizzati dall'applicazione del modello Housing First, numerosi sono gli ambiti nei quali si aprono critiche e limiti di tale modello:
- il raggio d’azione circoscritto ad un target specifico di intervento (homeless cronici o con problemi di salute mentale) e una metodologia di intervento ben definita potrebbero facilitare il raggiungimento dei risultati e valutazioni d'impatto che esprimono esiti positivi immediati;
- l'assenza di richieste di astinenza dall'uso di sostanze e/o alcol come criterio di partecipazione ai programmi Housing First divide le posizioni dei servizi: alcuni, infatti, non condividono questo principio per il messaggio e l'esempio negativo che ne deriverebbe;
- il modello Housing First non vanta ancora sufficienti evidenze empiriche in merito al favorire l'inserimento lavorativo, considerando che la questione lavorativa rappresenta un nodo nevralgico per la compartecipazione alle spese nella misura del 30% del proprio reddito, come richiesto dal modello.
- il risparmio nella gestione delle politiche di contrasto alla grave marginalità non può definirsi in maniera assoluta, ma è da connettersi al sistema di welfare, al sistema sanitario e giudiziario del paese nel quale si sperimenta il modello Housing First.

## Le origini
L’approccio Housing First affonda le sue radici nel programma statunitense Pathways to Housing promosso nel 1992 dal dottor Sam Tsemberis, docente del Dipartimento di Psichiatria della University of Medicine di New York. Dall'osservazione e riflessione sulla diffusa combinazione tra sofferenza psichica e lo stato cronico di senza dimora, venne avviato un programma di inserimento immediato in appartamenti indipendenti a persone senza dimora croniche con problemi di salute mentale, supportate in maniera continuativa da un team di operatori socio-sanitari.
I rapporti annui del programma Pathways to Housing evidenziarono fin da subito tassi di permanenza abitativa delle persone inserite negli appartamenti intorno all'80% e riduzione della sofferenza psichica e dell'uso di sostanze. L'approccio si rivelò inoltre più economico rispetto ai metodi di intervento fino ad allora utilizzati. 
Dal programma Pathways to Housing si sono poi mossi i passi per il finanziamento da parte del Department of Housing and Urban Development degli Stati Uniti di altri programmi specifici, come il Supportive Housing Program ed il Shelter Plus Care Program. La pratica dell'Housing First è attualmente riconosciuta quale migliore pratica per i governi e i servizi di contrasto alla condizione di senza dimora.

## La diffusione del modello
L’evidenza dei risultati dell'Housing First ha spinto ad una rapida diffusione di questo approccio anche oltre i confini statunitensi. Di fatto, non si assisterà ad una esatta replica del modello originario, ma ad un adattamento rispetto alle specifiche realtà sociali, economiche, politiche e territoriali. Il modello Housing First si declinerà, dunque, compatibilmente al contesto sociale di riferimento, al profilo degli utenti, al sistema di welfare e ai sistemi sanitari, alla cultura organizzativa dei servizi sociali e, soprattutto, alla cornice politico-istituzionale a livello locale.
Pur potendosi riscontrare sfumature e connotati peculiari dell'applicazione dell'approccio nei vari contesti territoriali, affinché si possa parlare di Housing First devono potersi rinvenire un complesso di elementi, quali:
1. housing choice: è la persona che sceglie dove abitare,
2. housing availability: programmi di accesso alla casa con o senza sussidi all’affitto, disponibilità della casa senza limiti di tempo o vincoli al raggiungimento di obiettivi,
3. affordable housing: compartecipazione all’affitto con il 30% del proprio reddito;
4. separazione tra housing e trattamento terapeutico;
5. libertà di scelta e auto-determinazione della persona;
6. supporto dell'équipe: visite frequenti, accompagnamento presso i servizi sociali, sanitari, di collocamento lavorativo, educativi, ricreativi sulla base di due principali metodologie di intervento, Assertive Community Treatment e Intensive Care Management;
7. attenzione privilegiata alle persone senza dimora croniche con problemi di salute mentale o dipendenza da droga e/o alcol;
8. approccio di riduzione del danno.

Alla luce di tali elementi costitutivi, e a seconda di come questi prevalgono e si combinano, è possibile operare una classificazione del modello Housing First. 
Rispetto, ad esempio, alla tipologia dei servizi possono distinguersi tre forme di Housing First:
- Pathways Housing First: modello originario di Housing First
- Community Housing First:  consta in forme di coabitazione presso ex dormitori o alloggi sociali, richiamando alcuni principi fondamentali dell'Housing First, come l'auto-determinazione della persona, contributo all’affitto e riduzione del danno;
- Housing First Light Services:  non prevede l’erogazione diretta di servizi, ma solo un’azione di brokerage, cioè di intermediazione tra la persona e i servizi territoriali. Trattasi di servizi che possono essere intesi come di supporto abitativo e, non casualmente, si sono diffusi prevalentemente in quei paesi, come il Regno Unito,  dove l’homelessness è tradizionalmente affrontato tramite servizi di assistenza leggera fornita da unità mobili.

Altre classificazioni dei modelli Housing First possono orientarsi in funzione della componente abitativa:
- Scattered Housing First: trattasi di appartamenti singoli presso i quali vengono direttamente erogati i servizi;
- Communal Housing First: trattasi di gruppi di abitazioni ad uso sociale o raggruppamenti di appartamenti (clusters) presso i quali vengono erogati i servizi.

### Esperienze europee:Housing First Europe
Su ispirazione del modello statunitense Pathways to Housing anche in Europa cominciano a realizzarsi e diffondersi esperienze di Housing First.
Particolarmente rilevante è il Progetto sperimentale Housing First Europe avviato il 1 agosto 2011 (e con previsione di “chiusura” a luglio 2013 per quanto concerne l'aspetto valutativo comparato) e finanziato dalla Commissione Europea, Direzione Generale Occupazione, affari sociali e l'inclusione, nel quadro del programma PROGRESS.
La sperimentazione proposta da questo progetto europeo consiste nella raccolta di esperienze di Housing First avviate in differenti città europee ai fini di ricerca e valutazione comparativa di tali progetti.
Ai fini della comparabilità, l'attenzione si è rivolta a quei siti di prova che hanno adottato una definizione rigorosa di Housing First che richiama l'originario modello statunitense e dove sono riscontrabili alcuni elementi, quali: unità abitative autonome (ad esempio alloggi e non ostelli); forme di conduzione sicura da parte degli inquilini, target delle persone con problematiche di dipendenza o disagio psichico; servizi di sostegno proattivo; accettazione dell'alloggio non subordinata all'accettazione obbligatoria di un supporto.
Le città così individuate come "siti prova" sono Amsterdam, Budapest, Copenaghen, Glasgow e Lisbona, le cui esperienze favoriscono l'apprendimento reciproco rispetto ad altri cinque "siti pari": Dublino, Gand, Göteborg, Helsinki e Vienna. Ad esse dal 104 si aggiungono Madrid, Barcellona e Malaga.
Il programma verte sul confronto dell'organizzazione locale dei progetti Housing First, dei criteri di accesso, del profilo dell'utenza, dei gradi di fedeltà al modello originario, dei tempi di attuazione dei progetti, dei risultati conseguiti, dei tempi di permanenza in alloggio, dei servizi di supporto, dei costi, degli effetti sulla qualità di vita.
Tali valutazioni sono necessariamente da contestualizzarsi rispetto alle caratteristiche specifiche dei contesti nazionali e locali, dunque dei regimi di welfare all'interno dei quali i programmi di Housing First si inseriscono, il profilo della popolazione senza dimora, le sue caratteristiche e i percorsi che hanno indotto ad una vita in strada.
La valutazione comparativa promossa dalla sperimentazione europea è orientata da una parte alla elaborazione di conclusioni sull'efficacia dell'approccio, ma anche all'apprendimento reciproco delle esperienze, aprendo così una riflessione sulle potenzialità, i limiti e le possibilità di miglioramento dell'approccio. Nello scenario europeo potranno così essere discusse e analizzate differenze di metodo e elaborate buone prassi e soluzioni per affrontare sfide e problematiche comuni, quali ad esempio il tipo di alloggio disponibile, l'intensità del sostegno fornito, le difficoltà e i successi per il reperimento dell'alloggio, la gestione dei rischi finanziari, le ricadute degli utenti, i rapporti con il quartiere. 
Entrando nel merito dell'analisi dei risultati, è doveroso premettere che sono riscontrabili delle differenze nella raccolta e nei metodi di valutazione dei dati da parte dei vari progetti nelle diverse città europee.
Ai fini della valutazione comparativa si è dato rilievo, pertanto, ad una serie di criteri fondamentali comuni in tutti i siti di prova:  numeri e profilo degli utenti del servizio (età, sesso, etnia, luoghi di nascita, nazionalità, struttura familiare, status occupazionale, reddito, storia abitativa), esigenze di sostegno e le sue variazioni nel tempo, sostegno ricevuto, grado di soddisfazione degli utenti, stabilità abitativa, variazioni nella qualità di vita, integrazione comunitaria, costi e gli effetti finanziari, specifici effetti positivi.
Osservando i macro-risultati raccolti nel Final Report Housing First– e rinviano per approfondimenti anche ai singoli rapporti delle città europee - emerge che le cinque città test hanno raggiunto risultati soddisfacenti su vari fronti, con l'eccezione di Budapest, dove non si sono adeguatamente applicati i principi e la metodologia di intervento dell'Housing First.
Per quanto riguarda il tasso di stabilità abitativa, a due anni dall’inserimento della persona nell’appartamento, questo si stanzia tra l'80% (come nel caso di Lisbona) e il 90% dei casi (come nel caso di Amsterdam, Copenaghen e Glasgow).
Percentuali elevate possono riscontrarsi anche per quel che concerne il grado di soddisfazione dell'utenza per le soluzioni abitative, con migliori risultati per coloro che hanno sperimentato la possibilità di abitare in appartamenti singoli (scattered housing). La soddisfazione per la nuova condizione di vita è strettamente connessa anche al godimento di una sensazione di privacy, di comfort, di tranquillità, senso di appartenenza e controllo dello spazio.
Seppur altri aspetti del miglioramento della qualità di vita, quali l’uso di droga e alcol, miglioramenti nella salute mentale, reinserimento lavorativo e integrazione sociale, necessitino di lunghi tempi di valutazione, in quattro delle cinque città test la qualità della vita risulta migliorata in media nel 70% dei casi. Tale valutazione è da stimarsi in funzione alla diminuzione o interruzione dell’uso di sostanze, alla diminuzione degli accessi al pronto soccorso, ai servizi psichiatrici e in carcere, la ripresa dei rapporti con i propri familiari e miglioramenti nella salute mentale.
Difformità nei risultati tra le varie città europee possono riscontrarsi rispetto all'integrazione comunitaria (casi in cui le attività di integrazione, come la frequentazione di locali pubblici, negozi, chiese, centri sportivi è stata molto buona, mentre in altri poco intensa) e sul risparmio dei costi del progetto di Housing First, da confrontarsi con il costo di altri programmi già esistenti.
I risultati positivi di quattro dei cinque siti prova emersi dalla valutazione e dalla comparazione delle esperienze europee mostrano che l'approccio dell'Housing First deve essere raccomandato come metodo efficace di contrasto all'homelessness. L'Housing First ha, infatti, evidenziato come la maggior parte del gruppo target, comprese le persone con gravi problemi di dipendenza, siano in grado di vivere e mantenere un'abitazione. Affinché il modello dell'Housing First possa risultare effettivamente efficace è importante che siano seguite raccomandazioni riconducibili ai principi fondamentali di questo approccio. Come emerso anche dalla comparazione europea, infatti, gli insegnamenti appresi e le sfide da affrontare riguardano il rapido accesso alle abitazioni, il reperimento possibilmente di abitazioni sparse e indipendenti, la copertura delle spese di alloggio e di soggiorno a lungo termine, il supporto alla persona da parte di un'équipe multidisciplinare, il lavoro di comunità e il cambiamento dei tradizionali rapporti di potere tra servizi ed utenti.
In Finlandia, dal 2008 al 2019 sono stati realizzati 3.500 alloggi, riducendo del 30% il numero di senza tetto. L'Housing First si differenzia da altri programmi di intervento per dare un alloggio ai senza tetto per il fatto che non richiede dei pre-requisiti, come l’aver risolto dipendenze da droghe o alcool nelle quali può cadere più facilmente chi vive per strada e da cui è difficile uscire. Gli alloggi sono stati finanziati con fondi statali, comunali e di varie organizzazioni non governative.

### Esperienze italiane
Anche l'Italia ha raccolto la scia di cambiamento innescata dai nuovi approcci di contrasto alla grave emarginazione vedendo sorgere sperimentazioni dell'Housing First a livello locale, frutto dell'iniziativa di differenti attori, data l'assenza sia di un Programma nazionale che di un Reddito minimo (motivo per il quale l'Italia non è stata inclusa nella sperimentazione europea).

#### Il Network Housing First Italia

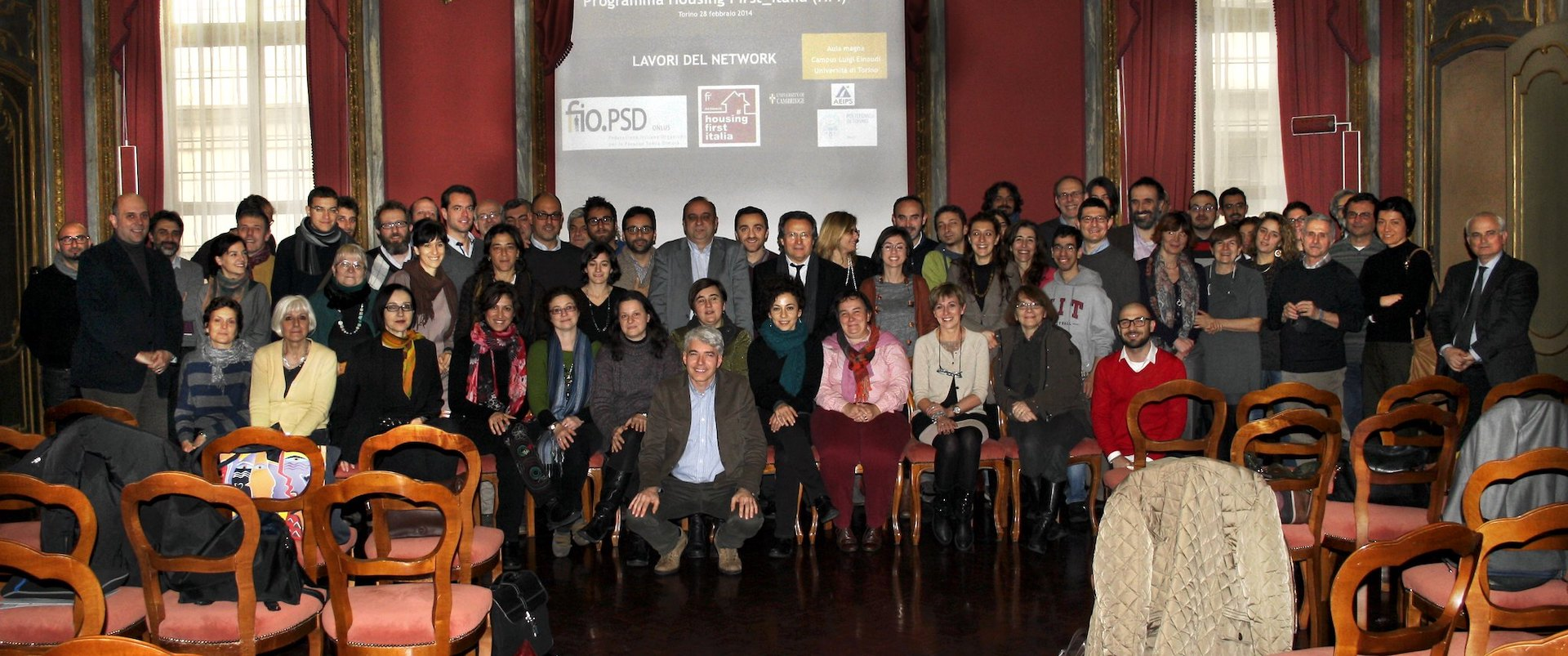
Costituzione del Network Housing First Italia, Torino 2014

L'introduzione organica in Italia dei principi e metodi dell'Housing First è stata guidata dalla Federazione Italiana Organismi per le Persone Senza Dimora (fio.PSD) che ha avviato un percorso di accompagnamento alla sperimentazione dei programmi di Housing First.
Scopo del percorso è diffondere una nuova cultura per un abitare sociale sostenibile ed inclusivo volto a superare il problema dell’homelessness attraverso soluzioni innovative e sperimentali che utilizzano i principi dell’Housing First. 
La fio.PSD ha infatti promosso la costituzione del Network Housing First Italia, istituitosi nel marzo 2014 a Torino e che nel 2016 contava oltre 50 aderenti tra associazioni, cooperative sociali, fondazioni, comuni e servizi sociali pubblici, in tutto il territorio nazionale ( 28 al nord, 5 al centro e 18 nel Sud e nelle Isole). Trattasi di una rete di soggetti pubblici, privati e del privato sociale (nella maggior parte dei casi enti religiosi e del non profit) che, da anni impegnati nei loro territori nel contrasto alla povertà estrema, hanno deciso di sperimentare l’approccio Housing First seguendo un percorso di accompagnamento e supervisione scientifica. Ciò, inoltre, favorisce il confronto, lo scambio e la diffusione di conoscenze, sfide e opportunità della nuova metodologia, nel tentativo anche di definire linguaggi e strumenti da condividere a livello nazionale. 
Secondo le indicazioni elaborate dalla fio.PSD per avviare un programma di Housing First, gli enti interessati sono chiamati in primo luogo a conoscere e condividere i contenuti del Programma Nazionale per la sperimentazione dell’Housing First in Italia promosso da fio.PSD, quale ente di coordinamento del Network Housing First, e dunque il rispetto di principi, target e metodi dell'approccio Housing First.
Si richiede poi un impegno formale, attraverso un Contratto con fio.PSD che prevede come requisiti fondamentali la possibilità di disporre degli appartamenti per la sperimentazione nei quali avviare percorsi di Housing First; la disponibilità di impegnare almeno una persona del proprio staff nel Network Housing First, la garanzia di un impegno economico che offre il diritto a partecipare ad un percorso costante di accompagnamento, supervisione e valutazione. È prevista, infatti, l'adesione al Training proposto da fio.PSD di accompagnamento nella sperimentazione e nella valutazione scientifica della sperimentazione.
L'ente territoriale interessato a sperimentare un programma Housing First sul proprio territorio dovrà, dunque, operare una mappatura dei bisogni, individuando gli utenti target di riferimento per la sperimentazione Housing First e una mappatura delle unità immobiliari, individuando almeno tre unità (possibilmente appartamenti medio-piccoli, situati in zone centrali della città) disponibili sul mercato pubblico o privato a prezzi calmierati. Fondamentale è la formazione di un'équipe multidisciplinare di operatori che dovrà operare secondo i modelli di intervento diffusi nei programmi Housing First (Assertive Community Treatment – ACT ; Intensive Case Management – ICM). 
Il Comitato Scientifico del Network Housing First Italia, ora Comitato Scientifico di fio.PSD, si impegna nelle attività di formazione sul metodo Housing First, nell'accompagnamento e supervisione delle esperienze locali di applicazione del modello e in approfondimenti e analisi valutativa sull’efficacia, efficienza l'impatto dei programmi attuali. Si occuperà, inoltre, di promuovere e implementare partnership nazionali, europee ed internazionali sui temi propri dell’Housing First.

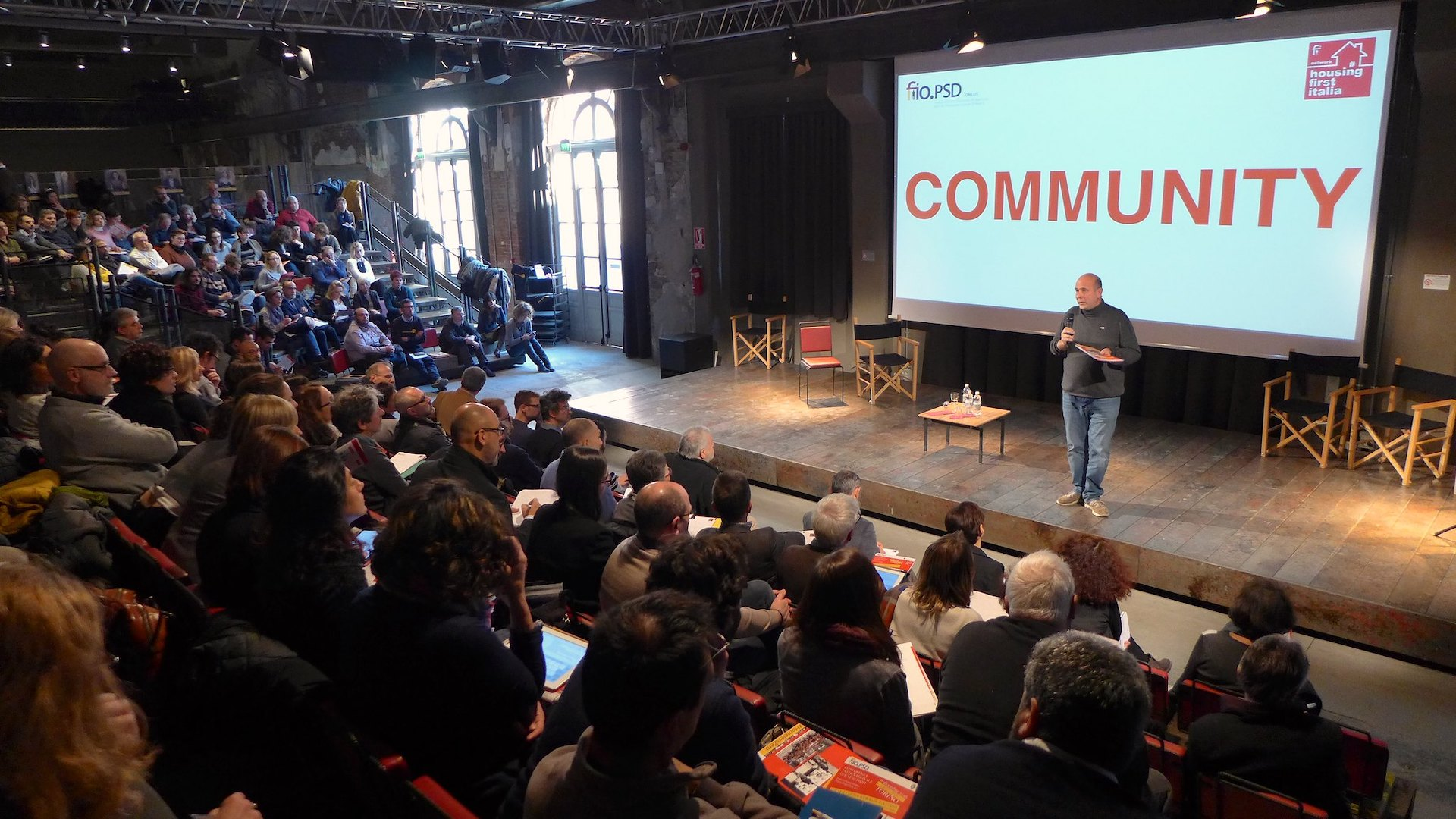
Conferenza Internazionale "C’è solo una strada: la casa" (Torino 2016)

Nel corso del 2017 la fio.PSD ha promosso il II Workshop Fotografico dal titolo Housing First i cui risultati hanno dato origine ad una mostra e ad un volume fotografico.

#### Progetti in Italia
Osservando i programmi di Housing First avviati in Italia, possiamo riscontrare delle differenze legate al profilo dei soggetti coinvolti, al reperimento di risorse e finanziamenti, alle modalità organizzative del progetto; differenze che rispecchiano il carattere eterogeneo e fortemente territoriale del nostro sistema di welfare. 
Altre differenze possono riscontrarsi nell'adozione del modello Housing First e dunque nella declinazione territoriale delle sperimentazioni; alcune delle quali hanno mantenuto fede al modello tradizionale, altre invece hanno saputo adattare la filosofia e i principi di fondo al contesto di riferimento.
Tra i principali progetti attivati possiamo menzionare:
- Tetti Colorati[18]: trattasi di un progetto-pilota a Ragusa, finanziato dal Fondo Europeo per l’Integrazione dei cittadini dei Paesi Terzi e attuato dalla Diocesi di Ragusa. Il progetto si è avvalso di un corso di alta formazione voluto dalla Delegazione Regionale Caritas e organizzato da fio.PSD in Sicilia.  A partire da un’analisi e una mappatura delle risorse abitative esistenti sul territorio (in particolare nei Comuni di Ragusa e Vittoria) , il progetto prevede la creazione di uno “Sportello Casa”, che mira a rafforzare le condizioni abitative dei destinatari e la loro integrazione nel tessuto sociale, attraverso un piano di servizi, azioni e strumenti quali il reperimento di alloggi con canone calmierato, l'accompagnamento sociale, la mediazione interculturale, l’accompagnamento al credito, la consulenza legale. Il progetto prevederà successivamente la costituzione di una “Agenzia Casa”, ente no profit che, attraverso la formalizzazione di una rete tra enti istituzionali e del privato sociale nella Provincia di Ragusa, si pone come nuovo soggetto di promozione sociale e di gestione del patrimonio in locazione. L’agenzia proseguirà in autonomia le attività del progetto e si rivolgerà a chiunque presenti disagi legati alla sfera abitativa, ampliando così il target di intervento. Nella formulazione originaria e in rispetto alla destinazione dei fondi FEI il progetto, infatti, si rivolgeva esclusivamente a immigrati non comunitari, coinvolgendo circa 25 partecipanti inseriti in appartamenti a canoni calmierati.
- Casa Rahab: si tratta di una struttura di housing sociale gestita dalla Caritas di Agrigento e della Fondazione Mondoaltro. La struttura è composta da sette mini appartamenti, ciascuno per due persone, situati nel centro storico della città. Questi appartamenti sono destinati a italiani o stranieri che versano in situazioni di marginalità sociale e affittati loro a prezzi contenuti. Ispirandosi alla metodologia dell'Housing First è prevista un'azione di accompagnamento, percorsi individualizzati di reintegrazione e il coinvolgimento delle persone in attività di volontariato per stimolare percorsi di cura del bene comune visibili alla cittadinanza. Il progetto prevede la sottoscrizione di regolamento disciplinare con diritti e doveri e l'accordo sul periodo di accoglienza in base al progetto personalizzato.
- Km 354[19]: è il progetto della Fondazione Comunità Solidale della Caritas di Trento che ha ristrutturato una casa cantoniera e ricavato appartamenti comuni per un massimo di 8 posti letto per uomini segnalati da servizi pubblici o del privato sociale. I destinatari sono persone senza dimora che vengono accompagnate con percorsi di reinserimento lavorativo (anche finalizzato al mantenimento della struttura) e che sono titolari della sperimentazione di un reddito di garanzia, introdotto dalla provincia autonoma di Trento, grazie al quale contribuiscono alle spese di affitto e gestione della casa. Le persone che abitano presso la “Casa Km 354” sono responsabili della gestione degli spazi e delle attività per favorire opportunità di lavoro, di socializzazione e di accompagnamento.
- Rolling Stones[20]: si tratta di un progetto attivato dall'Opera Bonomelli di Bergamo e supportato dalla Regione Lombardia, che si rivolge a persone senza dimora croniche, con situazione di multi-problematicità sanitaria e sociale, in carico ai servizi specialistici e territoriali, privi di una rete di riferimento e con una storia caratterizzata da numerosi fallimenti terapeutici e con elevate criticità nel reinserimento sociale, abitativo e relazionale. Il progetto prevede la disponibilità di 50 posti, con soluzioni in appartamenti singoli o in forme di co-abitazione, situati sia in zone cittadine che in edifici ad uso sociale, come ex dormitori trasformati in mini alloggi (sul modello Communal Housing First). Le soluzioni di tipo residenziale realizzate si caratterizzano per essere inserite in una forte rete di accompagnamento sanitario e di opportunità relazionali, ricreative, culturali. Le finalità del progetto, oltre a favorire l'autonomia abitativa dei soggetti attraverso percorsi mult-disciplinari e di residenzialità leggera per la ricostruzione di un livello di autonomia e responsabilità sostenibile, riguardano anche la definizione di un modello di accompagnamento individualizzato; l'integrazione delle risorse sanitarie, sociali ed educative sul territorio; la realizzazione di un coordinamento provinciale.
- Tutti A Casa[21]: trattasi di un progetto gestito a Bologna dall'associazione Piazza Grande, grazie ad un fondo co-finanziato pubblico-privato. Ispirandosi direttamente ai principi e metodi dell'Housing First americano, il progetto è finalizzato al reinserimento abitativo, attribuendo particolare rilevanza al ruolo dell’agenzia sociale per l’affitto, una vera e propria agenzia di housing sociale. L'agenzia svolge un duplice ruolo: da una parte si rivolge al mercato immobiliare privato per il reperimento degli alloggi, facendosi carico dell'affitto e ponendosi da garante con gli affittuari.  Al proprietario dell’appartamento, Piazza Grande garantisce affitto sicuro, mantenimento in buono stato dell’immobile e piccola manutenzione, assistenza giuridica e amministrativa, diventando di fatto l’affittuario ufficiale. L'agenzia sceglie, inoltre, gli inquilini, si occupa di tutte le pratiche amministrative e burocratiche e raccoglie gli affitti. Dall'altra parte l'agenzia prevede per la persona inserita in appartamento forme di accompagnamento, reinserimento lavorativo e supporto socio assistenziale. I risultati del progetto hanno permesso di evidenziare anche un considerevole risparmio economico, rispetto ai tradizionali programmi di intervento.